# Gemeinsame Ermittlungsgruppen Arbeit
Die Gemeinsame Ermittlungsgruppen Arbeit (GEA) sind Ermittlungsgruppen der Deutschen Zollverwaltung (Finanzkontrollen Schwarzarbeit) im Verbund mit anderen Behörden wie den Landespolizeibehörden, der Bundespolizei und den Länderfinanzverwaltungen. 
Sie sind zuständig für die Verfolgung von Schwarzarbeit.